# Conus laterculatus
Conus laterculatus é uma espécie de gastrópode do gênero Conus, pertencente à família Conidae.